# Frank Dernie
Frank Dernie (Lancashire, 3 aprile 1950) è un ingegnere britannico, attivo per più di trent'anni in Formula 1.

## Carriera
Dernie crebbe nel Lancashire, in Inghilterra, e studiò ingegneria all'Imperial College London. Dopo aver lavorato per un breve periodo presso la David Brown Ltd. (azienda impegnata principalmente nella produzione di ingranaggi e cambi), alla fine del 1976 fu assunto dalla scuderia di Formula 1 Hesketh, partecipando alla progettazione della Hesketh 308E. Il team chiuse però i battenti durante il 1978 e Dernie passò alla Williams, dove fu incaricato di dirigere il nuovo reparto corse della scuderia, occupandosi della progettazione di una galleria del vento. Prese parte anche alla progettazione di diverse vetture del team britannico e, più avanti, al sistema di sospensioni attive montato sulla Williams FW11 del 1987, vettura che si aggiudicò campionato piloti e costruttori.
Nel 1989 Dernie passò alla Lotus, con il ruolo di capo progettista in sostituzione di Gérard Ducarouge; tuttavia, il glorioso team inglese attraversava una fase di profonda crisi e dopo due stagioni il progettista inglese passò alla Ligier. Rimasto al team francese per due stagioni, nel 1993 Dernie approdò alla Benetton, ritornando però alla Ligier nel 1995, con l'incarico di direttore tecnico. Dopo una sola stagione alla Arrows, il tecnico inglese abbandonò temporaneamente la Formula 1, andando a lavorare per la Lola. Ritornò nella massima serie nel 2003, quando assunse l'incarico di consulente aerodinamico alla Williams; lasciato il team britannico ad inizio 2007, viene ingaggiato dalla Toyota con la stessa carica. 